# Chiesa di San Francesco (Alà dei Sardi)
La chiesa di San Francesco è un luogo di culto del comune di Alà dei Sardi, in Sardegna.
Edificata nel 1906, la chiesa e la campagna circostante sono teatro della festa in onore del santo di Assisi, che si svolge il 3, il 4 e il 5 di ottobre. Il Santo è conosciuto e venerato in paese come Santu Franziscu.
La chiesa è sita a 2 km a nord-ovest del paese, in una località chiamata Norile.

## La storia della fondazione della chiesa
La chiesa venne edificata a seguito di un particolare avvenimento, accaduto a un umile cittadino alaese.
Nel 1905, Giovanni Piscera, detto Colombo, raduna le famiglie benestanti del paese e chiede aiuto per edificare una chiesa, dicendo che il santo gli è apparso in sogno e ha chiesto un santuario in suo onore.
Una volta costruita la chiesa venne posta una lapide che ricordava i nomi dei benefattori, il nome di Giovanni Piscera venne relegato all'ultimo posto e scritto in minuscolo. Egli ebbe da lamentarsi, ma San Francesco gli ricomparve in sogno dicendogli che l'ordine dei nomi posti nella lapide sarebbe stato rispettato al momento di tornare al Signore. E in effetti zio Colombo fu l'ultimo a morire, visse fino ai 102 anni e ogni anno apriva la processione in onore del santo vestito col vecchio costume sardo.

## Descrizione
La chiesa sorge a circa 2 km a nord-est del paese, in una località chiamata Norile.
Presenta una struttura molto semplice, composta da una navata centrale a due spioventi in travi lignee e divise in cinque campate da archi in cantoni di granito intonacati. L'altare si trova nella quarta campata, sollevato di un gradino rispetto al resto della chiesa; presenta due porte laterali che danno sull'ultima campata che funge da sacristia.
Dietro l'altare si trovano: al centro un gruppo scultoreo raffigurante San Francesco che abbraccia il Cristo, ispirato al celebre dipinto di Bartolomé Esteban Murillo,  e a lato alcuni affreschi che rappresentano alcuni momenti della vita del santo. Anticamente vi si trovava una grande statua di San Francesco, risalente al 1906 (anno dell'edificazione della chiesa) che tuttavia prese fuoco nel 1951, al quale fu sostituito l'attuale composizione.
Entrando dal portone principale, sulla destra, vi è la lapide che i fondatori della chiesa posero una volta finiti i lavori, che recita:
Mette Corda Antonio e consorte Pigozzi Filippa /
Loriga Antonio - Pigozzi Pinna Maria /
Dei Dante /
Piscera Giovanni»
All'esterno si trova, dal 2013, una statua di ceramica raffigurante il poverello di Assisi; mentre a sinistra del tempio c'è la casa del presbiterio, sul cui muro è presente un murale che rappresenta il fondatore della chiesa, Giovanni Piscera, mentre guarda una statua di San Francesco, e più a destra un gruppo di persone con l'abito tradizionale alaese.

### Gli altri edifici del santuario
Poco lontano dalla chiesa, nel corso degli anni, per la bontà dei proprietari del tancato, sono sorte delle costruzioni che assolvono a tutte le esigenze gestionali legate ai festeggiamenti civili. Esse sono: sa domo de su inu (la casa del vino, il ripostiglio dei vini), sa domo de su pane e de su casu (la casa del pane e del formaggio), sa domo de su caffè (la casa del caffè), sas coghinas (le cucine, dal 1985 sono due). La prima cucina fu costruita nel 1951.
In queste casette, divise per settori, durante i tre giorni della festa si muovono, si incontrano e vi lavorano tutti gli alaesi, giovani e meno giovani, ognuno per svolgere le proprie mansioni e i propri doveri, senza che vi siano ordini precostituiti o calendarizzati, ma ognuno semplicemente per la voglia di rendersi utili. Nel 1982 fu costruito, in posizione sopraelevata rispetto alle cucine, un serbatoio d'acqua dalla capienza di 30.000 litri.
Nel 1983 fu costruito il mattatoio e un pozzo, opere indispensabili per le esigenze sempre crescenti della festa.

## La festa
La festa viene celebrata il 3, il 4 e il 5 di ottobre. Il 3 è il giorno che da sempre viene dedicato alla macellazione delle carni (sas pettas), il 4 è la giornata in cui si festeggia solennemente il Patrono d'Italia, festeggiamenti che proseguono il 5 con la stessa intensità e devozione.

### Festeggiamenti religiosi
I riti religiosi iniziano con Sa Izza, un singolare atto di devozione al santo che si manifesta con la permanenza dei fedeli all'interno della chiesa per un'intera giornata, con preghiere e canti. Tale atto si svolge il 17 settembre.
Si entra nel vivo il 25 settembre con l'inizio della novena, durante la quale i fedeli percorrono a piedi il tragitto di 2 km che portano dal paese al santuario campestre. Il 2 ottobre il simulacro del santo viene portato in paese, alla chiesa parrocchiale di Sant'Agostino, con una fiaccolata notturna, per poi essere riaccompagnato al santuario il 4 mattina con la solenne processione, accompagnata da banda, cavalieri e gruppi folk, provenienti dalle diverse zone della Sardegna. Anticamente la processione percorreva per 3 volte il perimetro attorno alla chiesa. Processione che viene ripetuta ancora oggi il secondo giorno.
La messa al Santuario è celebrata all'aperto, sotto le enormi querce secolari che lo circondano.

### Festeggiamenti civili
L'ambiente naturale su cui è inserito il santuario crea e agevola momenti sereni e conviviali tra le persone che vi si trovano.
Da sempre, la festa di San Francesco è stata, nei vari momenti della giornata, animata da canti a tenore improvvisati, balli sardi eseguiti dai suonatori locali e da squadre che con fervore e serietà si sfidano nel gioco della morra.
Generalmente il primo pomeriggio è dedicato al ballo sardo, accompagnato dal suono dell'organetto, e di sera vi è il concerto musicale sotto le enormi querce secolari del santuario. È da notare il fatto che la giornata del 4 ottobre è solitamente animata anche dai numerosi turisti e pellegrini provenienti da tutta la Sardegna (c'è quindi una maggiore concentrazione di persone all'interno del santuario), mentre il 5 è detto popolarmente il giorno degli alaesi, termine che sta ad indicare proprio la presenza, per lo più, di persone alaesi, con una minore presenza di forestieri.
Il 3 ottobre, giorno della macellazione delle carni, per colazione viene servita la carne arrosto con pane e formaggio, il tutto accompagnato da un buon bicchiere di vino. Per pranzo, che viene servito sempre e solo a lavori ultimati, si cucinano le interiora, menù sempre molto gradito da tutti.
Il 4, giorno della festa solenne, tutti gli alaesi, uomini e donne, giovani e anziani, si danno appuntamento di buon mattino (intorno alle 4:30) per i preparativi del pranzo: le carni vengono selezionate e messe a cuocere separatamente, quelle ovine da quelle bovine, in grossi pentoloni di rame o acciaio inox per poi essere mescolati al momento di essere servite col brodo e la minestra ai presenti. 
Per cena si riscalda la carne rimasta e viene servita accompagnata da pane e formaggio.
Il 5 si ripete lo stesso copione del giorno precedente, dal taglio delle carni fino alla cena.